# 神奈川ネットワーク運動
神奈川ネットワーク運動（かながわネットワークうんどう、略称：NET）は、神奈川県の地域政党である。
生活クラブ生協組合員らを中心とする、1980年の「合成洗剤追放対策委員会の設置及び運営に関する条例」制定の直接請求運動をきっかけに活動を開始した政治団体で、現在では神奈川県内で広く活動し、「代理人」と自称する所属議員を県内各地の議会に送っている。

## 概要

### 特色
全国各地の「ネットワーク」系政治団体と同様、立候補者や議員は今まで女性のみで構成されており、男性が圧倒的に多い地方自治体議会の中では異色の存在となっている。ただし、「NET憲章」（後述）では性別格差（「ジェンダー格差」）の解消を求めているが、女性の政治参加の手段としてしばしば言及される性別クオータ制の導入には言及していない。
議員を職業化しないために、議員の任期は2期8年までに限る「ローテーション制」を実施しているただし、市議会から県議会へのくら替えをして、8年を超えて異なる自治体の議員を続けたケースはある（同運動代表の若林智子などが該当）。
また、3期（10年以上）で議員年金の支給対象となるため、「市民感覚とかけ離れ優遇された議員年金」に対し、「年金を受け取る側ではなく、税金を有効に使ってもらいたい市民の立場で」反対する運動を続けている。「議員年金の廃止」を求める請願署名は過去に国会で全会一致で否決され続けてきたが、この運動が起こした世論の高まりもあって、2006年に国会での年金制度を定めた国会議員互助年金法は廃止、2011年には制度そのものの破綻が予見されたという理由で地方議会議員の年金も廃止された。
2005年には「NET憲章」を発表し、市民民主主義による政治参加や生活者の政治の実施を掲げて、カンパ・ボランティアなどでの活動・議員報酬のネットへの寄付・2期8年でのローテーション制といった政治姿勢や、議会改革・地方分権・人権や環境の尊重・「新しい公共」の拡大・男女間の性別格差（「ジェンダー格差」）の解消・「人間の安全保障」の重視による平和ネットワークの拡大と在日米軍強化への反対などを定めた「主要テーマ」を発表した。
この他、現在の活動目的として政治献金における企業・団体献金の廃止と個人献金への移行、地産地消活動の推進や「携帯電話基地局等設置条例」の制定などを掲げている。
2014年の衆議院総選挙（後述）に際しては自公連立政権により安倍晋三首相が進める各種政策を概ね批判し、「アベノミクス」実施下での実質賃金下落や国内総生産額の減少を指摘した上で、「特定秘密保護法の制定や集団的自衛権の行使容認の閣議決定、原発再稼働の加速化、労働法制の見直し」を容認できないとし、「何よりもまず、消費増税と一体化して進めるとされていた社会保障制度改革の到達点とビジョンこそ問われるべき」との声明を発表した。
その一方で、この政府与党である自由民主党や公明党、さらに民主党の県内組織が推薦して誕生した黒岩祐治知事に対しては、初当選時の選挙では露木順一を支援して対決したものの、知事就任後は政策面での要望を付けながらも県予算案に賛成している。

### 市民政治活動への支援
2001年、同運動は「市民が自分たちの暮らす街の政治に関わり、政策をつくり、政治を動かしていくのがあたり前の世の中を『市民社会』と呼びたい」として、議員や市民の個人寄付を原資に「市民社会チャレンジ基金」を創設し、「女性」や「市民」による地域政治団体やNPOの創設、政策作成を目的として対象に22期（2011年）まで助成を行った。今後については一旦休止してこれまでの活動の検証を行なうとしている。

### 他党との関係
かつては政策面での類似点が多い社会民主党と友好関係にあり、地方議会議員選挙ではネット公認候補を社民党が推薦する一方、衆議院議員選挙では神奈川県内で活動していた同党の阿部知子を推薦して当選させていた。
しかし2012年12月4日公示・12月16日投票の第46回衆議院議員総選挙を前に阿部が社民党を離党して日本未来の党に参加すると、同運動に参加する県内各地のネットワーク系団体は大半が比例区では日本未来の党、小選挙区では同党から立候補した各候補を推薦・支持したが、 日本未来の党は大敗し、同運動系の推薦候補は阿部と民主党の後藤祐一が比例区で復活当選したにとどまった。
2014年12月2日公示・12月14日投票の第47回衆議院議員総選挙では、告示日に上記の声明を発表し、神奈川ネットワーク運動、及びこれに参加する各地のネットワーク系政治団体が県内7つの小選挙区で民主党候補を推薦すると公表した。このうち後藤が神奈川県第16区で当選、阿部と本村賢太郎が比例区で復活当選した。
2016年7月の第24回参議院議員通常選挙では、比例区で民進党から立候補した東京・生活者ネットワーク元代表の大河原雅子を支援したが、大河原は落選した。
上記のような主張・政策と協力関係から、自由民主党や公明党とは対決し、さらに日本共産党からは黒岩知事を支持する「オール与党」体制の一角として批判を受けていた。
2017年10月の第48回衆議院議員総選挙では告示直前に結成された立憲民主党への支持を明確にし、神奈川県内での同党小選挙区公認候補5人、および3区無所属候補1人を推薦した。無所属候補は落選したが、立憲民主党候補は比例復活を含めて全員当選した。
2019年7月の第25回参議院議員通常選挙では元共同代表の若林智子が立憲民主党参議院比例区より立候補を表明し、神奈川ネットは各地の「代理人」運動でつくる「全国市民政治ネットワーク」加盟の各団体と共に若林の推薦を決定した。若林は3万1683票の個人票を獲得したが、22人の同党候補の中では11位となり、比例区では8議席となった同党の当選枠には入れずに落選した。

## 沿革
1980年、生活クラブ生協を中心に22万人分の署名を集めた「合成洗剤追放」の請願を横浜市、川崎市、藤沢市、座間市、大和市、海老名市、鎌倉市の県内7市に直接請求したものの、全市で否決された。その審議過程において、議会および議員達の無関心ぶりや審議の不透明さへの不満などから、「自分達の代表を議会へ送ろう」という運動につながっていった。
1983年の第10回統一地方選挙で、川崎市議会議員選挙に、川崎市宮前区から寺田悦子が立候補し、初当選。運動を更に推進していくための政党組織の連合体として、1984年7月1日、「神奈川ネットワーク運動」が結成された。1991年の第12回統一地方選挙では神奈川県議会に初の議席を獲得、その後も徐々に議員（「代理人」）を増やし、1999年（第14回）と2003年（第15回）の統一地方選挙ではともに各選挙合計で39人の当選者を出した。
なお、2004年には横浜市会に所属する6人が独立しネットワーク横浜を結成したが、所属市議が全員落選した2011年に解散した。
2011年4月に行われた第17回統一地方選挙では、県全体の地方議会で計10議席を減らした。県議会ではそれまで横浜市議だった同会代表の若林智子、横浜市会では若林に代わって立候補した丸岡伊津子がどちらも青葉区で当選してそれぞれ1議席を確保したのにとどまり、県議会では厚木市で1995年以来維持していた議席を通算4期で失い、川崎市、相模原市、横須賀市などの市議会では議席を失った。神奈川県知事選では開成町元町長である露木順一の推薦を3月23日に決定したが、民主、自民、公明3党の県組織が推薦する元フジテレビキャスターの黒岩祐治に敗れた。統一地方選挙の結果を受け、「厳しい選挙結果であったが、今後も生活の課題に沿った活動を継続する」と機関誌で発表した。
2015年4月に行われた第17回統一地方選挙では、県知事選では支持候補を明確にせず、神奈川県議選で2人、政令都市市議選の横浜市議選で3人、同じく川崎市議選で4人、その他の市議選で計5人と、合計14人の公認候補擁立を発表した。このうち、前半戦の県議選と横浜・川崎両市議選では、代表の若林が落選したものの、前回は次点（4位）だった佐々木由美子が川崎市宮前区で当選し、引き続きネットワーク運動は県議会で1議席を確保した。また、横浜市議選では1期で退いた丸岡に代わり青木真紀が初当選して1議席を守り、川崎市議選では宮前区で渡辺あつ子が当選して4年ぶりに議席を回復した。後半戦の一般市議選では、公認候補5人が全員当選した。

## 役員
- 共同代表
  - 佐々木由美子（神奈川県議会議員）
  - 若林智子（前神奈川県議会議員）
- 事務局長 
  - 前田多賀子（元厚木市議会議員）
- 組織部長
  - 三宅真里（鎌倉市議会議員）
- 総務部長
  - 河崎民子（前大和市議会議員）
- 市民活動連携部長
  - 岩本香苗（元相模原市議会議員）

（平成28年9月1日現在）

## 支部一覧
- 神奈川ネットワーク運動 神奈川県横浜市中区南仲通4-40 南山ビル2F（本部）
- 神奈川ネットワーク運動あやせ 神奈川県綾瀬市寺尾本町1-17-49
- 神奈川ネットワーク運動・あさお 神奈川県川崎市麻生区万福寺1-9-3
- 神奈川ネットワーク運動・さがみはら 神奈川県相模原市南区旭町8-14
- 神奈川ネットワーク運動・つづき 神奈川県横浜市都筑区牛久保西1-13-21
- 神奈川ネットワーク運動・とつか 神奈川県横浜市戸塚区鳥が丘96-16
- 神奈川ネットワーク運動・二宮 神奈川県中郡二宮町二宮133
- 神奈川ネットワーク運動・伊勢原 神奈川県伊勢原市高森2-5-1
- 神奈川ネットワーク運動・大和市民会議 神奈川県大和市深見西8-8-7
- 神奈川ネットワーク運動・宮前 神奈川県川崎市宮前区宮前平3-12-3
- 神奈川ネットワーク運動・平塚 神奈川県平塚市老松町16-3-103
- 神奈川ネットワーク運動・座間市民ネット 神奈川県座間市入谷4-1861-2
- 神奈川ネットワーク運動・旭 神奈川県横浜市旭区白根6-26-16
- 神奈川ネットワーク運動・横須賀 神奈川県横須賀市米が浜通1-3
- 神奈川ネットワーク運動・藤沢 神奈川県藤沢市辻堂3-9-8
- 神奈川ネットワーク運動・逗子 神奈川県逗子市桜山2-3-45
- 神奈川ネットワーク運動・鎌倉 神奈川県鎌倉市大船3-3-15
- 神奈川ネットワーク運動・青葉 神奈川県横浜市青葉区市ケ尾町1151-1
- 神奈川ネットワーク運動・高津Weネット 神奈川県川崎市高津区末長4-12-23
- 神奈川ネットワーク運動川崎ブロック協議会 神奈川県川崎市幸区中幸町4-2
- 神奈川ネットワーク運動海老名 神奈川県海老名市中新田1-11-11
- 神奈川ネットワーク運動磯子市民ネット 神奈川県横浜市磯子区森2-1-10

## 党勢
現在、神奈川県議会議員1名、横浜市会議員1名、川崎市議会議員1人、その他の市町村議会議員12名の計15人が活動している。下部組織として29の地域ネットを持つ（横浜市で活動する8つの地域ネットの上部組織である横浜コミュニティネットを含めた数である）。なお、地域ネットは横浜市・川崎市の神奈川県東部や座間市・大和市などの県央部、それに鎌倉市・逗子市・横須賀市などの三浦半島に多数の組織と一定の支持基盤を持ち、大和・鎌倉の2市では2人の市議を当選させているが、湘南地域西端の二宮町が西限であり、西湘地域以西の県西部に基盤は無い。

### 議席を有している議会
- 神奈川県議会 - 1議席
- 横浜市会 - 1議席
- 川崎市議会 - 1議席
- 厚木市議会 - 1議席
- 綾瀬市議会 - 1議席
- 伊勢原市議会 - 1議席
- 海老名市議会 - 1議席
- 鎌倉市議会 - 2議席
- 座間市議会 - 1議席
- 逗子市議会 - 1議席
- 二宮町議会 - 1議席
- 大和市議会 - 3議席
- 横須賀市議会 - 1議席

## 注記
1. ↑  2013年12月31日現在で、都道府県議における女性率は全国で8.8%、神奈川県は13.5%（47都道府県中8位）。市区議会議員では全国で13.6%、神奈川県内の各自治体では20.2%（同3位）。出典：内閣府男女共同参画局、「都道府県別全国女性の参画マップ」、2015年4月14日閲覧。
2. ↑  同運動と共に全国市民政治ネットワークに参加し、政策面での共通性も高い東京・生活者ネットワークや市民ネットワーク千葉県は3期までの再選を認めている。
3. ↑  また、猪股美恵のように、最初はネット所属議員として当選した後、ネットを離脱し、長く自治体議員を務めた例もある。猪股は1991年に高津区から川崎市議に当選した後、1997年、2期目の途中で無所属となり、その後も2015年まで24年間、6期連続で同区から川崎市議に当選した。最後の任期になった6期目の途中、2012年には緑の党の結成に参加した。
4. ↑  既に掛金を払っていた現職議員に対する年金支給は今後も実施される。
5. ↑  携帯電話の普及と共に増加した基地局の設置については、景観保全の他、基地局周辺での電磁波公害を理由にした周辺住民の反対運動がしばしば発生している。
6. 1 2  神奈川ネットワーク運動、2014年12月2日発表、「問われるべきは社会保障制度改革の到達点とビジョン」
7. ↑  2014年の県予算案でも県議会で若林が賛成討論を行った。出典：同運動内の若林のページ、2014年3月28日付活動報告、「県議会第１回定例会が閉会しました」、2015年3月14日閲覧。
8. ↑  市民社会チャレンジ基金 神奈川ネットワーク運動公式サイト2011年8月14日閲覧
9. ↑  阿部知子公式サイト「対談集」内、第40回「植木ゆう子さんと語る～地方分権時代の県政～」、2014年5月2日閲覧。ネット所属で藤沢市議だった植木との対談。
10. ↑  例外的に民主党とその候補を支持した団体もあった。出典：神奈川ネットワーク運動2012年12月3日付、「2012年衆議院議員選挙、各地域ネットで候補者の推薦・支持を決定」、2014年5月2日閲覧。
11. ↑  日本共産党神奈川県委員会、2014年10月1日発表、「県知事・県議会議員選挙にむけた日本共産党の訴えと基本政策」、2015年4月14日閲覧。
12. ↑  第48回衆議院選挙 推薦候補選挙結果
13. ↑  立民、参院選比例に若林元県議を擁立　元神奈川ネット代表 神奈川新聞 2018年12月16日付
14. ↑  参議院選全国比例 若林ともこさん 推薦決定 神奈川ネットワーク運動公式サイト
15. ↑  参議院選挙を終えて 神奈川ネットワーク運動2019年7月22日付
16. ↑  当時は合成洗剤に含まれるリン酸塩が水質悪化の原因という理由で、強い反対運動が起こっていた。
17. ↑  横浜市緑区で渡辺光子が当選し、1議席を獲得。同選挙では寺田も川崎市宮前区から立候補したが、落選した。
18. ↑  その後は各区や個人レベルでの活動を続けたが、2015年統一地方選でも旧ネットワーク横浜系は神奈川県議選や横浜市議選で当選者を出せなかった。
19. ↑  若林は1961年10月27日、広島県広島市生まれ。同市の広島市立舟入高等学校と比治山女子短期大学卒業後、1982年にヤマハ株式会社入社。1986年から横浜市に在住。2002年から神奈川ネットワーク運動・青葉代表、2003年から横浜市会議員。政治活動では「若林ともこ」と自ら表記。出典：同運動内の若林の個人ページ内「プロフィール」、2019年参院選立候補時のサイト内「プロフィール」、2019年参院選立候補時のサイト内「プロフィール」、立憲民主党サイト内「議員情報」「総支部長」「若林智子」。
20. ↑  政治活動では「丸岡いつこ」と自ら表記。
21. ↑  神奈川県知事選 露木順一さんの推薦を決定。2011年3月23日
22. ↑  知事選：黒岩氏、「知名度」戦略が奏功し大勝/神奈川 2011年4月11日 カナロコ 神奈川新聞 2011年8月14日閲覧
23. ↑  神奈川ネット情報紙　No.308　2011.5.15号2011年8月14日閲覧
24. ↑  結果は現職で自民・民主・公明・元気の4党から推薦を受けた現職の黒岩と共産党推薦候補となった岡本一の一騎討ちとなり、黒岩が岡本に3倍以上の大差を付けて圧勝した。
25. ↑  大和市で2人、横須賀市・綾瀬市・伊勢原市で各1人。
26. ↑  同運動公式サイト、「2015年統一地方選挙 神奈川ネット公認候補予定者」、2015年4月14日閲覧。
27. ↑  若林が立候補した青葉区は定数が4から3に削減され、「4人の現職のうち1人は必ず落ちる」状況で、他の3人の現職に次ぐ4位となった。
28. ↑  なお、若林は落選後も代表を辞任せず、元海老名市議会議員の三宅良子との共同代表制へ移行した。三宅は1957年山口県岩国市（旧由宇町）生まれ。武庫川女子短期大学（現武庫川女子大学）卒業後、結婚により横浜市に転居し、1987年に生活クラブ生協参加。1995年に海老名市へ転居し、2001年に神奈川ネットワーク運動・海老名代表。2003年から2011年まで、海老名市議会議員を2期8年務めた。政治活動では「三宅なが子」と自ら表記。出典：「えびなネット」（神奈川ネットワーク運動・海老名サイト）内、「三宅なが子」。
29. ↑  1967年、東京都立川市出身。森谷学園トラベルジャーナル旅行専門学校（現在の学校法人トラベルジャーナル学園ホスピタリティツーリズム専門学校）卒業後、1995年、出産を機に宮前区に移住。生活クラブ宮前理事を経て、2003年から同区選出の川崎市議を2期務め、2011年からはNPO法人川崎市民石けんプラントで活動。政治活動では「佐々木ゆみこ」と自ら表記。出典：同運動内の佐々木の個人ページ、「プロフィール」。
30. ↑  政治活動では「青木マキ」と自ら表記。
31. ↑  渡辺自身は1999年から同区選出の川崎市議を1期務めた後は佐々木に引き継ぎ、この選挙が12年ぶりの立候補だった。
32. ↑  内訳は上記参照。他に藤沢市で現職が2期目出馬を断念したことにより推薦した男性の無所属候補1人（阿部知子の元秘書）が当選。出典：三宅まり（鎌倉市議、神奈川ネットワーク運動・鎌倉所属）ブログ、2015年5月1日付、「神奈川ネット元気に選挙報告集会開催」、神奈川ネットワーク運動・藤沢、2015年5月2日付、「推薦した　さかい信孝さんが当選」
33. ↑  神奈川ネットワーク運動　役員・収支報告。2016年9月1日閲覧
34. ↑  神奈川県選挙管理委員会 政治団体名簿(政党以外の政治団体) 平成29年12月31日現在
35. 1 2  神奈川ネットワーク運動　議員・地域ネット、2011年7月3日閲覧。2015年統一地方選後は20人が紹介されていた。